# Asztana Aréna
Az Astana Arena (kazak: Астана Арена) labdarúgó stadion Asztanában, Kazahsztánban. A stadion 30 000 férőhelyes, és elhúzható teteje van.
A kazak labdarúgó-válogatott nemzeti stadionjaként szolgál. Az Asztana Aréna az ország legnagyobb stadionja, 2006 és 2009 között épült, 185 millió dolláros költséggel, és hivatalosan 2009. július 3-án adták át. A kazak Premjer-ligában szereplő Asztana FK otthona. Itt játsszák a kazak első osztályban szereplő FC Bayterek mérkőzéseit is.
A stadion adott otthont a 7. Ázsiai Téli Játékok nyitóünnepségének 2011. január 31-én. Az Asztana Aréna volt az egyik olyan helyszín, amivel pályáztak a 2020-as labdarúgó-Európa-bajnokság mérkőzéseinek megrendezésére.

## Története
Az Asztana Aréna építése 2006-ban kezdődött, és a hivatalos megnyitó napján a Kazsimukan Stadion nevet kapta a híres birkózó, Kazsimukan Munajtpaszuli tiszteletére. Később kapta a stadion a jelenlegi nevét. A stadiont a Populous cég sportépítészei tervezték a török Tabanlıoğlu Architectsszel együttműködve. A fővállalkozó a Sembol Construction volt. 2009. július 3-án a kazak U21-es labdarúgó-válogatott Lokomotiv Asztana elleni mérkőzésével nyitották meg. A híres olasz játékvezető, Pierluigi Collina bíráskodott, a szimbolikus első kezdőrúgást Nurszultan Nazarbajev, Kazahsztán akkori elnöke végezte. A csapatokba az alapjátékosokon kívül két „sztár” kapott meghívást: a kazahsztáni ifjúsági válogatottban a grúz védő, Kaha Kaladze és az ukrán csatár, Andrij Sevcsenko, a Lokomotiv Asztanában pedig Hasan Şaş és Hakan Şükür török játékosok szerepeltek.
2009. október 14-én a stadion adott otthont az első hivatalos nemzetközi mérkőzésének: Kazahsztán válogatottja Horvátország válogatottjával találkozott a 2010-es világbajnokság selejtezőtornáján. A mérkőzést a vendégek nyerték 2–1-re, a döntő gólt a horvátok csak a hosszabbításban szerezték meg.
2011. január 31-én az Aréna adott otthont a 7. Ázsiai Téli Játékok nyitóünnepségének.
2017. június 27-én és 2019. június 29-én a kazak Dimash Qudaibergen világsztárokkal lépett fel a stadionban. „Bastau” és „Arnau” koncertje 30 000 illetve 40 000 nézőt vonzott; az „Arnau” koncertre 65 országból 13 500 néző érkezett.
2020 február 9-én az Asztana Aréna fedésének mintegy 8 m2-nyi, 3–4 polikarbonát betétje beomlott a rajta fölhalmozódott nagy mennyiségű hó súlya alatt, és az aréna zárt terébe zuhant. A csodával határos módon senki sem sérült meg.

## A stadion jellemzői

Kilátás a hátsó oldalról

A 30 000 férőhelyes stadiont egy nagy amfiteátrumnak tervezték, amelynek jellegzetes és azonnal felismerhető formája van távolról és közelről nézve is. Kétszintes szerkezete, a 16 000 ülőhelyet befogadó alsó lelátó körülveszi a játékteret, míg a keleti és nyugati oldalon lévő felső lelátó további 14 000 néző befogadására alkalmas. A zökkenőmentes beléptetés érdekében ténylegesen elkülönítik a VIP-látogatókat, a nézőket és a játékosokat. Minden néző ül, és akadálytalan kilátással tiszta rálátása van a játéktérre. A játékfelületet kiváló minőségű füves felület borítja, amely megfelel a FIFA és az UEFA kritériumainak. A fű letakarható más rendezvények esetében.
- Négy lelátó: északi, déli, nyugati és keleti.
- A pálya mérete 105 x 68 méter.
- A bevonat mesterséges.
- Az ülések műanyagok.
- VIP boxok.
- Sajtópáholy.
- Tágas öltöző: négy.
- A játékvezető szobája.
- A mérkőzés ellenőrének a szobája.
- 120 fős sajtótájékoztató terem.
- 4 médiaterem 100 fő részére.
- Előadói szoba.
- 2 modern eredményjelző.
- Az UEFA követelményeinek megfelelő világítás.
- Tornaterem.

## Tervezése
Az elliptikus formára tervezett stadion egy 232 485 m²-es (330 m × 704,5 m) téglalap alakú területen épült. A tervezés innovatív megoldásokat alkalmazott, amelyekkel csúcstechnológiát alkalmaztak az üzemeltetés, a környezettel való interakció és különösen a földrajzi helyzet zord éghajlati viszonyait figyelembe véve.

## Képgaléria

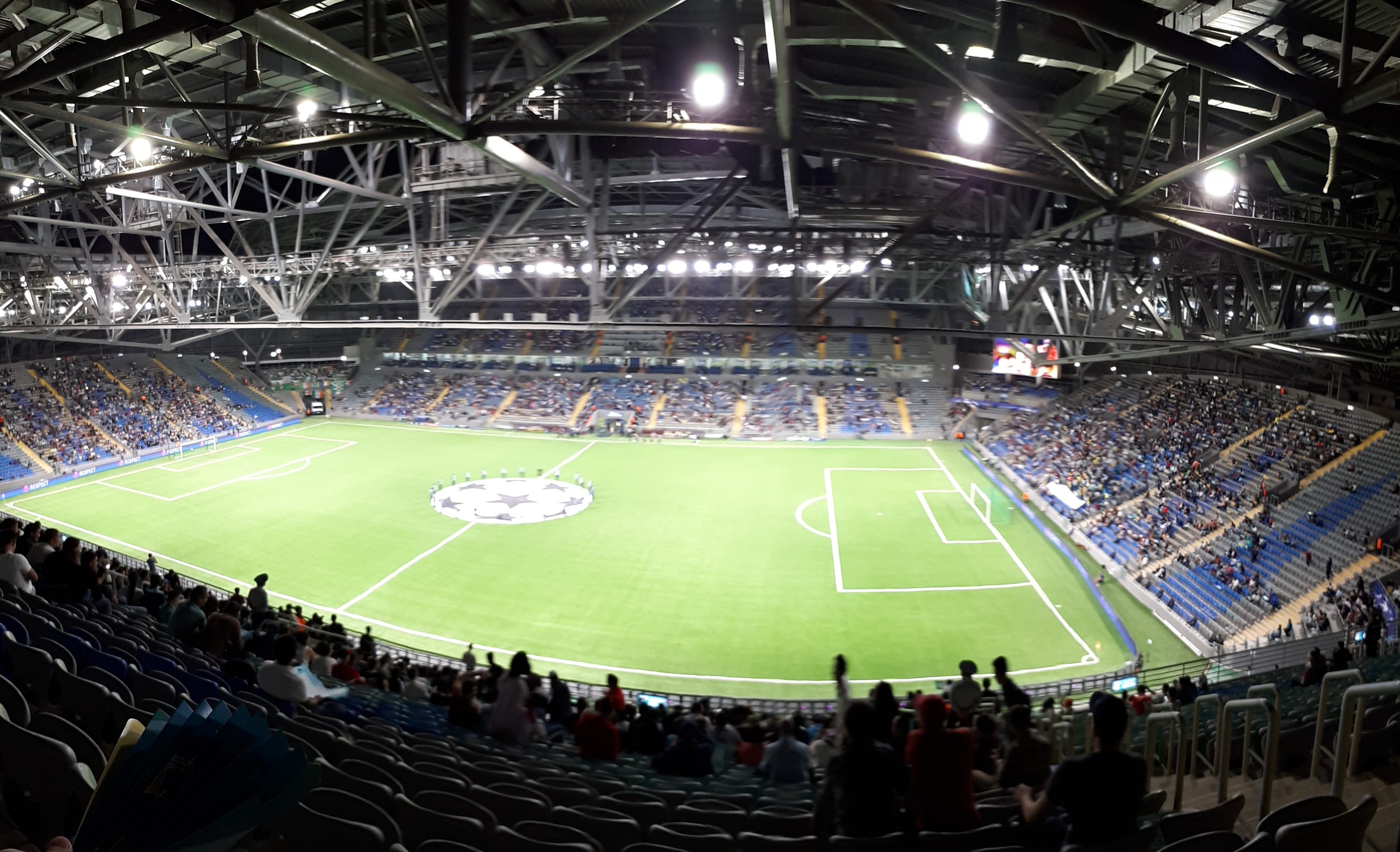
Az Asztana és a skót Celtic UEFA-bajnokok ligája rájátszásának mérkőzése előtt (2017)
A stadion télen (2014)
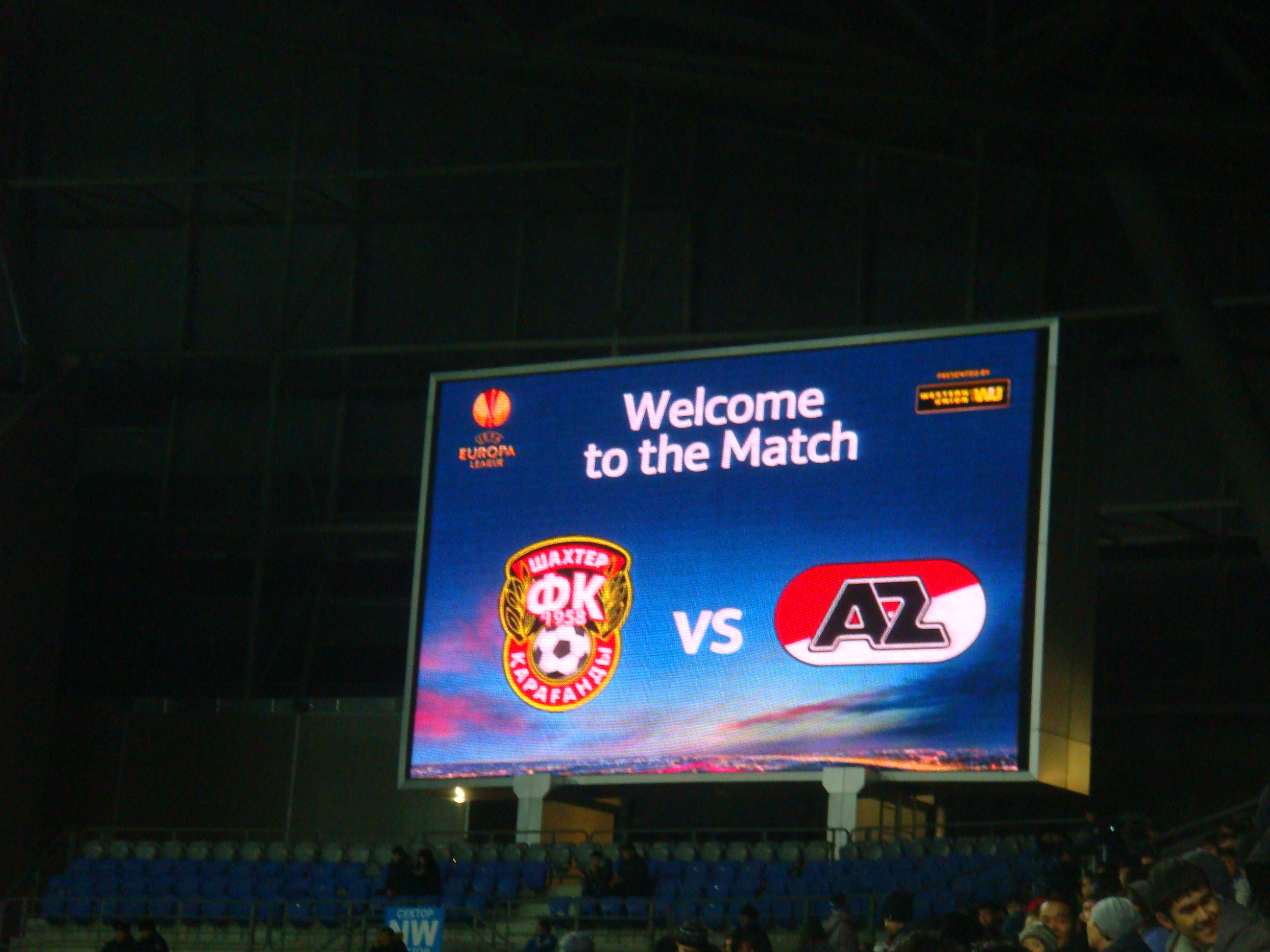
A stadion eredményjelzője
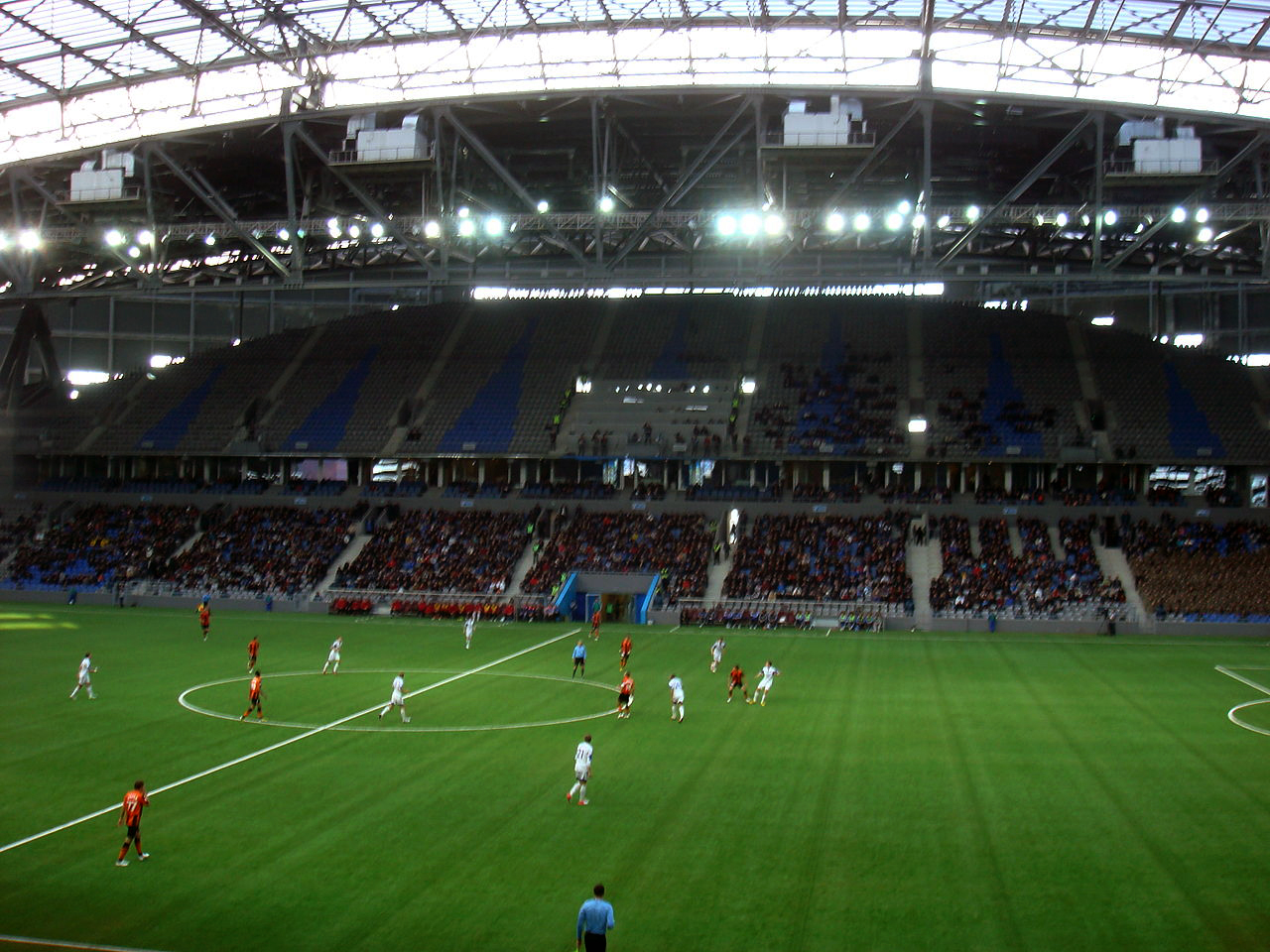
A Kajszar Kizilorda és az Asztana mérkőzése a kazak szuperkupáért (2020)
A kivilágított Aréna éjszaka (2023)

## Fordítás
- Ez a szócikk részben vagy egészben  az   Astana Arena című angol Wikipédia-szócikk ezen változatának fordításán alapul.  Az eredeti cikk szerkesztőit annak laptörténete sorolja fel. Ez a jelzés csupán a megfogalmazás eredetét és a szerzői jogokat jelzi, nem szolgál a cikkben szereplő információk forrásmegjelöléseként.